# Mantispa styriaca
Mantispa styriaca là một loài côn trùng trong họ Mantispidae thuộc bộ Neuroptera. Loài này được Poda miêu tả năm 1761.

## Hình ảnh

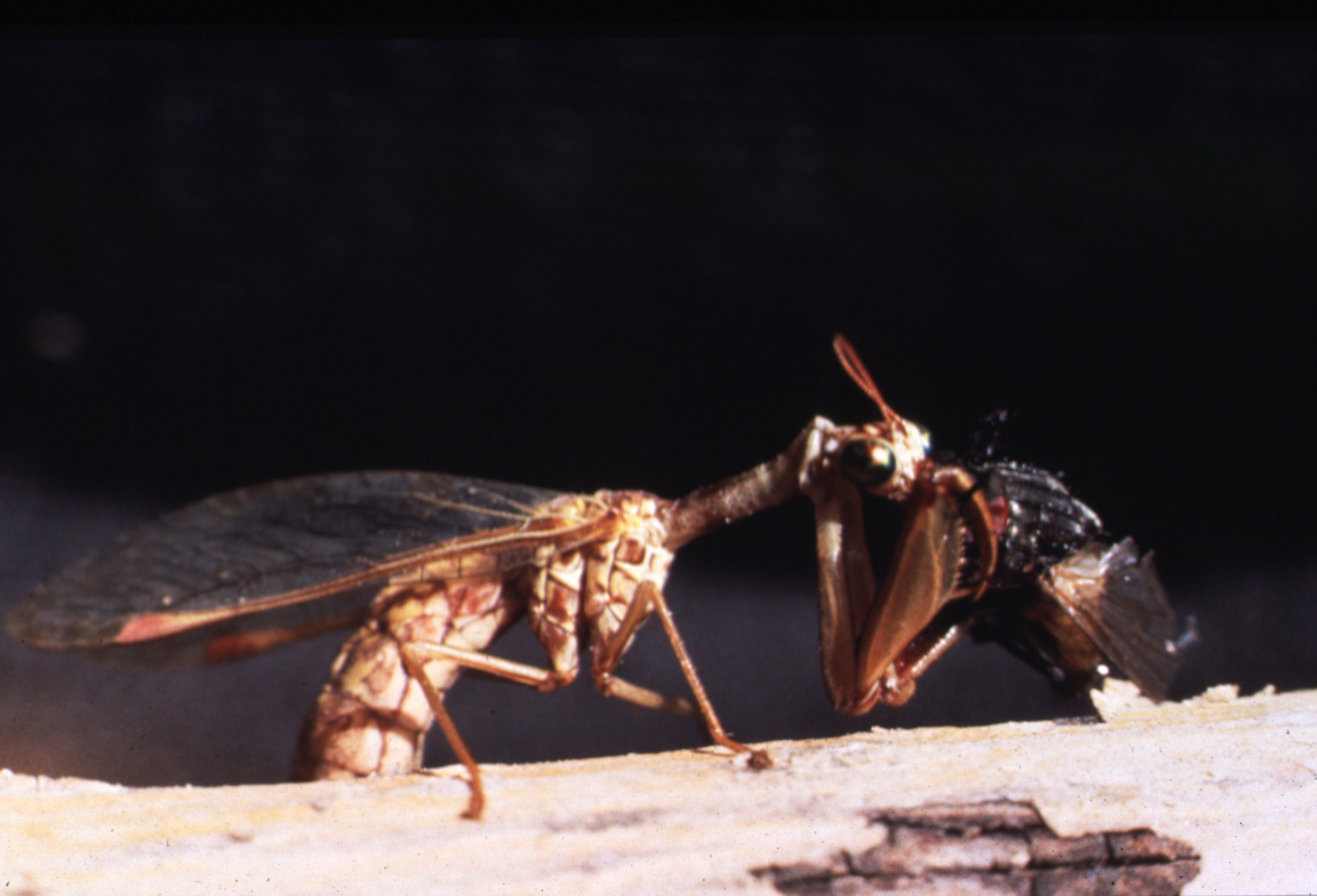
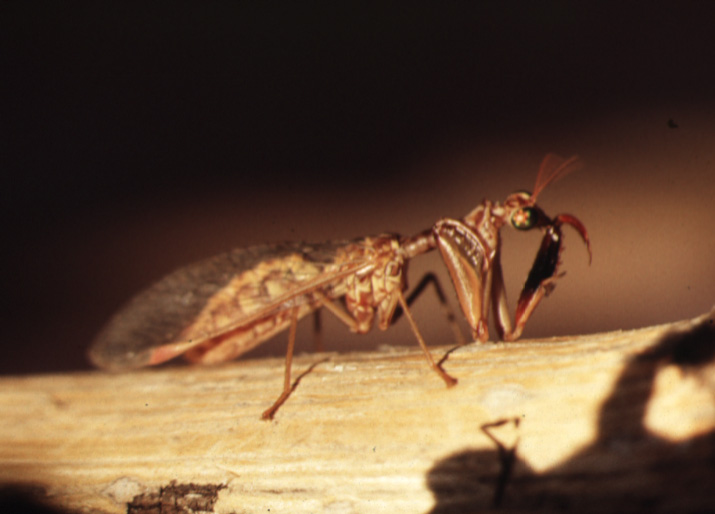
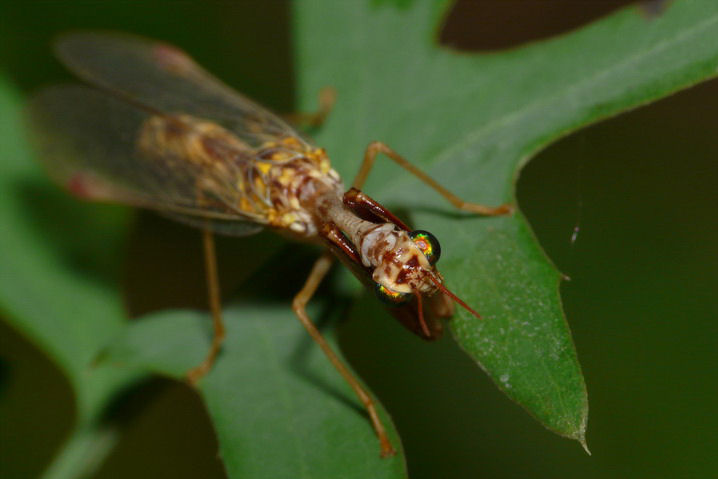
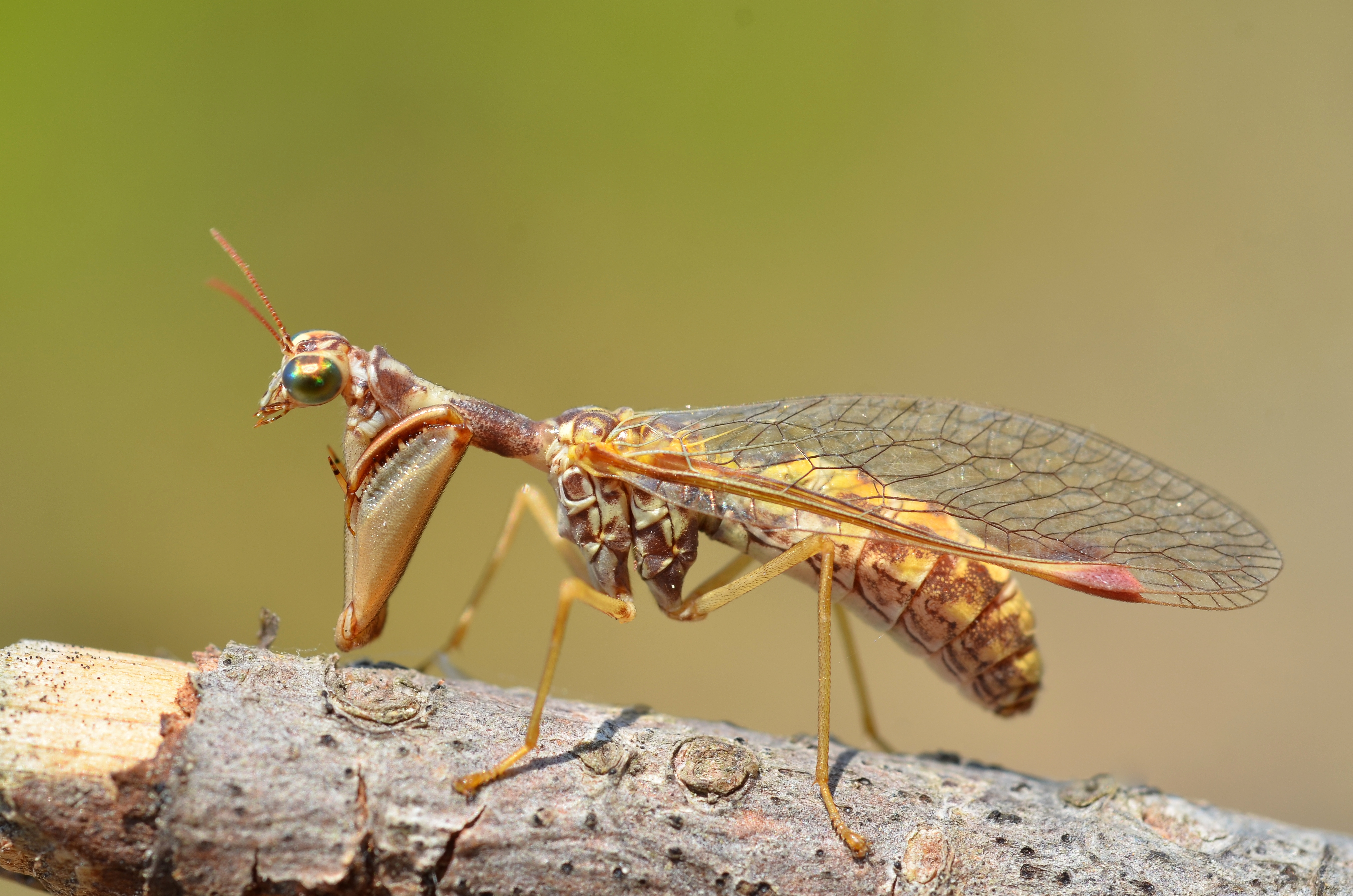